# Rak prostate
Rak prostate (predstojne žlijezde) je najčešća zloćudna bolest kod muškaraca. Javlja se u dobi izad 50 godina, a najčešće (50% oboljelih) kod osoba iznad 70 godina. Obuhvaća 12% svih rakom izazvanih smrti kod muškaraca i drugi je po učestalosti uzrok smrti, odmah iza karcinoma pluća. Pretpostavka je da bi se na koncu rak prostate razvio kod svih muškaraca da žive dovoljno dugo, a izravan uzrok nastanka nije poznat. Prostatitis i benigna hiperplazija se ne smatraju uzrocima nastanka raka, već podatci upućuju na ovisnost o spolnim hormonima.
Zloćudni tumori prostate su uglavnom adenokarcinomi.